# Grote kuiftiran
De grote kuiftiran (Myiarchus crinitus) is een zangvogel uit de familie Tyrannidae (tirannen).

## Verspreiding en leefgebied
Deze soort broedt van zuidelijk-centraal en zuidoostelijk Canada tot de zuidoostelijke Verenigde Staten en overwintert van zuidelijk Mexico tot noordwestelijk Zuid-Amerika.

## Status
De grootte van de populatie is in 2019 geschat op 8,8 miljoen volwassen vogels. Op de Rode lijst van de IUCN heeft deze soort de status niet bedreigd.